# توني ولترز
توني ولترز (بالإنجليزية: Tony Wolters)‏ هو لاعب كرة قاعدة أمريكي، ولد في 9 يونيو 1992 في فيستا في الولايات المتحدة.

## وصلات خارجية
- توني ولترز على موقع دوري كرة القاعدة الرئيسي (الإنجليزية)
- توني ولترز على موقعبيزبول رفرنس.كوم (الدوري الرئيسي) (الإنجليزية)
- توني ولترز على موقعبيزبول رفرنس.كوم (الدوري الثانوي) (الإنجليزية)
- توني ولترز على موقع إي إس بي إن.كوم (أم.أل.بي) (الإنجليزية)
- توني ولترز على موقع مشجعي الرسوم البيانية (الإنجليزية)